# Tolino page 2
Der Tolino Page 2 wurde, wie auch der Vision 5 und der Epos 2, erstmals auf der Frankfurter Buchmesse von Tolino-Allianz vorgestellt.
Das Gerät ist der kleinste und günstigste E-Reader aus der Tolino-Modellreihe und als Einsteigergerät konzipiert. Das kleine und handliche Lesegerät im Format 112,5 × 159,8 × 9,1 mm hat eine Display-Auflösung von 768 × 1024 Pixel (212 ppi). Neu in dieser Modellreihe ist die integrierte Displaybeleuchtung, die es bei anderen Konkurrenzprodukten (z. B. Amazon Kindle) im Einsteiger-Segment schon länger gibt. Im Gehäuse des Page 2 ist ein NXP-i.MX6-Prozessor mit 1 GHz sowie 512 MB RAM verbaut. Damit hat er genügend Rechenleistung, um ruckelfrei im Menü zu navigieren und in E-Books zu blättern. Bemerkenswert ist bei diesem Einsteigermodell, dass die Reaktionszeit (z. B. der Aufruf einer neuen E-Book-Seite bis zur kompletten Anzeige) geringer ist als bei dem höherpreisigen Modell Vision 5. Des Weiteren stehen Nutzern 6 GB für die Speicherung von E-Books zur Verfügung.

## Technische Daten
| Abmessungen               | 112,5 × 159,8 × 9,1 mm |
| Gewicht                   | 179 g |
| Bildschirmtechnik         | HD E-Ink (E-Paper) „Carta-Display“, integrierte Beleuchtung |
| Bildschirmdiagonale       | 15,24 cm (6,0″) |
| Auflösung                 | HD-Auflösung (212 ppi, 768 × 1024 Pixel, 16 Graustufen) |
| Touchscreen               | Kapazitives Single-layer-Touchscreen |
| Prozessor                 | 1 GHz NXP i.MX6 |
| Arbeitsspeicher           | 512 MB |
| Interner Speicher         | 8 GB (ca. 6 GB für Inhalte verfügbar) |
| Akku                      | Lithium-Polymer-Akku, 1.000 mAh („mehrere Wochen Laufzeit“) |
| Konnektivität             | Micro-USB, WLAN (802.11 b/g/n), Gratis-Zugang zu HotSpots der deutschen Telekom                                                                                 |
| Unterstützte Formate      | EPUB, PDF, TXT, kompatibel mit E-Book öffentlicher Bibliotheken (Onleihe)                                                                                       |
| Verfügbare Systemsprachen | Deutsch, Englisch, Spanisch, Französisch, Italienisch, Niederländisch, Niederländisch (Belgien)                                                                 |
| Lieferumfang              | tolino page 2 E-Reader, Micro-USB-Kabel (1 m Länge), Garantie-Heft, Benutzerhandbuch (vorinstalliertes E-Book)                                                  |
| Extras                    | Hall-Sensor zur Nutzung von „intelligenten“ Schutztaschen, kostenlose Software-Updates, anpassbarer Sleepscreen, Modus für Linkshänder, vorinstalliertes E-Book |